# Yodchitsy
Yodchitsy ou Jodčycy (en russe Ёдчицы) est un village du raïon de Kletsk dans le voblast de Minsk en Biélorussie,.

## Monument
- Église de l'Intercession de la Sainte Vierge (1801)

## Personnalité
- Konstantin Adamovitch Vollossovitch (1869-1919), explorateur et géologue russe, y est né.